# Voo Kam Air 904
O voo Kam Air 904 foi um voo doméstico regular de passageiros, do Aeroporto Internacional de Herate, em Herate, para o Aeroporto Internacional de Cabul, na capital do Afeganistão, Cabul. Em 3 de fevereiro de 2005, a aeronave impactou um terreno montanhoso, matando todos os 96 passageiros e 8 tripulantes a bordo.
O acidente ocorreu pouco depois das 4:00, hora local (UTC+4:30) quando um Boeing 737-200 da Kam Air, operado pela Phoenix Aviation desapareceu. O avião estava se aproximando de Cabul. No momento do acidente, uma forte tempestade de neve foi observada na área.
O acidente é o mais mortal da história do Afeganistão.

## Acidente
A aeronave perdeu comunicação durante a pior tempestade de neve de inverno em 5 anos. A causa da perda de comunicação e da queda subsequente é desconhecida. O líder do Talibã, Mullah Dadullah, afirmou que seus guerrilheiros não haviam derrubado o avião e expressou tristeza com a queda. O controle de tráfego aéreo para a área de Cabul foi fornecido pela Força Internacional de Assistência à Segurança (ISAF). Perto de Cabul está a Base Aérea de Bagram, que está no controle das forças militares dos Estados Unidos. Teria sido possível que o voo 904 desviasse e pousasse na Base Aérea de Bagram, em vez do Aeroporto Internacional de Cabul.
No momento do acidente, não havia um plano de agência intragovernamental estabelecido no Afeganistão para lidar com um grande acidente aéreo. Inicialmente, foi proposto que o Ministério dos Transportes fosse responsável não só pela investigação, mas também pela identificação e recuperação de restos mortais e recuperação de destroços. Quando a lógica desse conceito se desfez devido ao pequeno tamanho do MOT e sua quase total falta de recursos, essas atribuições foram divididas entre o Ministério da Defesa e o Ministério da Saúde (restos mortais), o Ministério do Interior (recuperação dos destroços ), e o MOT (investigação do acidente).

## Operação de recuperação e investigação

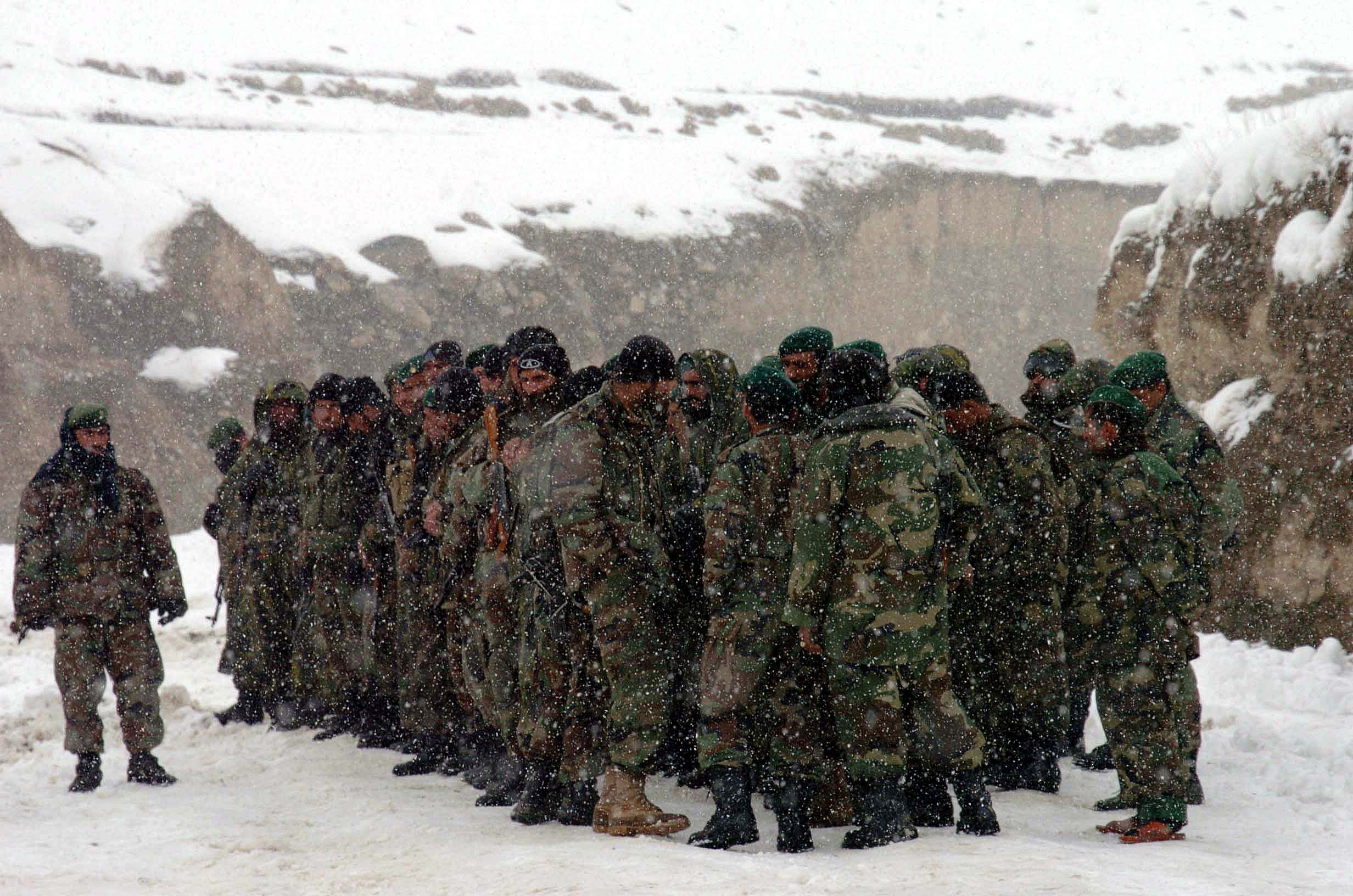
Um pelotão do Exército Nacional Afegão em uma operação de resgate em fevereiro de 2005.

Uma operação de resgate foi lançada sob más condições climáticas pela ISAF e pelo Exército Nacional Afegão (ANA). A cauda do avião foi avistada de dois helicópteros Apache holandeses por volta das 9h30 UTC.
A ISAF fez várias tentativas malsucedidas de resgate por helicópteros. Quando essas tentativas falharam, o Ministério da Defesa afegão ordenou que o Corpo Central da ANA montasse uma equipe para tentar resgatar as vítimas que se presumiam estar vivas. O Comando do Exército Nacional Afegão respondeu a pé, mas foi forçado a sair devido a uma tempestade de neve. No quarto dia após o acidente, uma equipe de resgate da ISAF conseguiu chegar ao local do acidente e confirmou que todos os passageiros e tripulantes estavam mortos.
O local do acidente estava a uma altitude de 11.000 pés no pico da montanha Chaperi, 20 milhas a leste da capital afegã, Cabul. [ligação inativa]
A tripulação do helicóptero confirmou o local dos destroços com os sensores da aeronave e relatou sua descoberta. O local do acidente foi em um cume de alta montanha chamado Cheri Ghar a cerca de 3.000 metros (ou 10.000 pés). O cume era um lugar assustador; íngreme de um lado, com declive acentuado do outro, com profundos campos de neve e varridos por ventos fortes ou cobertos por névoa congelante. A neve escondia quaisquer trilhas ou caminhos locais e as estradas de acesso das aldeias vizinhas eram intransitáveis para veículos, apesar das várias tentativas das patrulhas da ISAF e ANA para encontrar um caminho para o cume. O inverno não deu outra oportunidade até 7 de fevereiro, quando uma abertura de tempo bom permitiu que um helicóptero Cougar espanhol da ISAF pousasse uma equipe de 5 homens de tropas de resgate de montanha eslovenas no cume do cume. Avançando pela neve que chegava até a cintura e consciente da possível ameaça da mina, a equipe chegou ao local. Embora a equipe não tenha encontrado restos humanos, os destroços danificados espalhados ao longo da linha de cume e as condições extremas tornam muito improvável que alguém tenha sobrevivido ao acidente.
Foi descoberto que todos os 105 passageiros e tripulantes a bordo morreram, e o avião foi completamente destruído. O gravador de dados de voo foi encontrado após uma busca extensa e extremamente difícil e entregue à análise da National Transportation Safety Board. O gravador não continha nenhum dado válido do voo. O gravador de voz da cabine, que forneceria informações cruciais sobre as ações da tripulação de voo durante a aproximação, nunca foi localizado.
O local do acidente em si era compacto horizontalmente, mas não verticalmente. A aeronave atingiu uma linha de cume em direção ao leste, perto do topo da montanha, cerca de 50 pés abaixo do topo. A trajetória de voo final provavelmente tinha alguma quantidade de vetor ascendente, porque a fuselagem à frente da caixa da asa foi impulsionada, em fragmentos, sobre a crista e caiu do lado do penhasco para o vale abaixo. A documentação real dos destroços durante cinco visitas ao local foi difícil porque a maioria das partes estavam enterradas sob vários pés de neve e inacessíveis, fora do cordão livre de minas e inacessíveis, ou descendo o lado do penhasco e, portanto, também inacessíveis a todos sem montanha treinamento de escalada. A peça mais proeminente e reconhecível dos destroços presentes foi o estabilizador vertical e uma pequena parte da fuselagem traseira. A maioria dos destroços visíveis estava localizada entre duas pedras empilhadas, estruturas sem telhado que eram postos de observação usados pelos lutadores de Mujahadeen para monitorar os movimentos das tropas soviéticas no vale de Cabul durante os anos 1980. Dentro de um círculo de 60 metros, após uma árdua remoção de neve, os investigadores identificaram partes de ambos os motores, ambas as asas, o conjunto do trem de pouso principal esquerdo, muitos componentes da galera de popa, o estabilizador horizontal, restos humanos e objetos pessoais, e muitos outros detritos. Alguns materiais, como um escorregador de fuga e alguns componentes certos do motor, estavam localizados fora da área livre de minas terrestres. Esses itens foram documentados com binóculos e recursos de zoom de câmera digital.
A equipe de investigação enfrentou condições climáticas muito desafiadoras, terreno difícil e riscos potenciais de minas terrestres. As evidências recuperadas do local foram insuficientes para determinar uma causa definitiva para o acidente, mas o local sugeriu que a tripulação havia descido abaixo da altitude mínima de descida para a fase da abordagem em que estavam. Sem o gravador de voz da cabine, sobreviventes, testemunhas ou uma gravação de dados de voo válida, a investigação estagnou. Em 2006, a Operação de Aviação Civil do Ministério dos Transportes do Afeganistão divulgou seu relatório final concluindo que o avião voou em terreno abaixo do caminho de aproximação ideal, provavelmente como resultado de erro do piloto.

## Vítimas
Das 104 pessoas a bordo, 96 eram passageiros e oito tripulantes. Pelo menos 25 eram estrangeiros: 9 turcos, 6 americanos, 4 russos, 3 italianos, 1 holandês e 1 iraniano, bem como o primeiro oficial, que tinha dupla cidadania no Canadá e na Rússia. Segundo relatos, os russos eram membros da tripulação, os turcos eram civis que trabalhavam para empresas sediadas na Turquia e os italianos incluíam um arquiteto que trabalhava para as Nações Unidas, Andrea Pollastri, além de outro civil italiano e um capitão da marinha italiana. Três dos seis americanos a bordo eram mulheres que trabalhavam para a ONG Management Sciences for Health (MSH) sediada em Cambridge, Massachusetts, e uma engenheira holandesa de recursos hídricos, líder da equipe de um projeto de desenvolvimento nas bacias ocidentais.

## Kam Air
A Kam Air é uma companhia aérea privada estabelecida em 2003, operando uma frota de aeronaves Boeing e Antonov alugadas em rotas domésticas e internacionais. O avião que caiu durante o voo 904 era um Boeing 737-200 registrado EX-037, que foi originalmente entregue à Nordair como C-GNDR em 1980. Ele havia sido alugado pela Kam Air e operado pela Phoenix Aviation, uma empresa com sede em Sharjah, nos Emirados Árabes Unidos.